# Sulfamid
Sulfamid (diamid kyseliny sírové, také amid sulfurylu) je anorganická sloučenina se vzorcem H2NSO2NH2. Vyrábí se reakcí sulfurylchloridu s amoniakem.

## Sulfamidová funkční skupina
V organické chemii se jako sulfamid označuje také funkční skupina, sestávající z nejméně jedné organické skupiny navázané na atom dusíku sulfamidu.
Symetrické sulfamidy lze připravovat přímo z aminů a plynného oxidu siřičitého:
Zde jsou reaktanty anilin, triethylamin a jod. Oxid siřičitý se zřejmě aktivuje sérií meziproduktů: Et3N-I+-I−, Et3N-I+-I3− a Et3N+-SO2−.
Sulfamidová funkční skupina se čím dál častěji strukturálně používá v lékařské chemii.